# Лучин, Виктор Осипович
Ви́ктор Осипо́вич Лу́чин (26 марта 1939 — 7 августа 2021) — советский и российский юрист, судья Конституционного суда Российской Федерации в отставке. Доктор юридических наук, профессор, заслуженный деятель науки Российской Федерации, заслуженный юрист Российской Федерации.

## Биография
Родился 26 марта 1939 года на станции Ладва-Ветка Прионежского района Карельской АССР.
В 1965 году окончил юридический факультет Воронежского государственного университета.
С 1966 по 1971 год преподавал в Воронежском государственном университете. В 1971 году под руководством В. С. Основина защитил кандидатскую диссертацию на тему «Процессуальные нормы в советском государственном праве».
С 1972 по 1978 год — доцент, заведующий кафедрой теории и истории государства и права Куйбышевского государственного университета.
С 1979 по 1989 годы занимал должность старшего научного сотрудника Института государства и права АН СССР.
С 1989 по 1991 годы — доцент кафедры государственного строительства и правовой политики Российского социально-политического института.
Дважды исключался из КПСС: первый раз за выступление против деления партийных органов на промышленные и сельские в нарушение Устава КПСС, второй — за критику решений ЦК КПСС и советского правительства о вводе войск в Чехословакию в 1968 году, но впоследствии восстанавливался. Оставался членом партии до ноября 1991 года.
29 октября 1991 года при обсуждении кандидатур судей на Съезде народных депутатов сообщил, что уже несколько лет назад подготовил докторскую диссертацию на тему «Конституция и общественная практика», но защиту пришлось отложить, так как изложенные в диссертации факты «противоречили известному тезису о том, что наша Конституция создана не для декорации, что она живёт, действует и работает». 30 октября 1991 года во втором туре голосования избран судьей Конституционного Суда РФ по предложению фракции «Коммунисты России». 1 ноября принял присягу судьи КС и приступил к своим обязанностям.
В декабре 1992 года на процессе по «делу КПСС» голосовал против постановления КС РФ, заявив при этом, что «защищает права коммунистов лишь в той степени, в какой их защищает Конституция». Заявил особое мнение по делу. Неоднократно выступал в газетах «Правда» и «Советская Россия» со своими комментариями итогов процесса.
В феврале 1993 года присутствовал на восстановительном съезде Коммунистической партии РСФСР. По его словам, он находился там по поручению председателя КС Валерия Зорькина, чтобы не допустить разгона съезда.
В июле 1993 года защитил докторскую диссертацию на тему «Теоретические проблемы реализации конституционных норм».
1 декабря 1993 года Конституционный Суд РФ приостановил полномочия Виктора Лучина и его коллеги Валерия Зорькина «за участие в политической деятельности» (Лучин был внесён в списки кандидатов в депутаты Государственной Думы РФ от Аграрной партии России, однако предпочёл остаться в должности судьи КС и ещё задолго до выборов снял свою кандидатуру).
14 января 1994 года КС восстановил (7 голосами против 4) Лучина в должности судьи КС РФ.
14 февраля 1995 года включён в состав второй палаты КС. Член Комиссии по координации с органами судебного конституционного контроля субъектов Российской Федерации и государств — участников СНГ.
В августе 1995 года Лучин вновь отказался баллотироваться в Государственную Думу, на этот раз по федеральному списку Коммунистической партии РФ. Однако, как пояснил лидер КПРФ Геннадий Зюганов, уже на первом этапе согласования списка Лучин дал понять, что не намерен прекращать работу в должности судьи КС.
Всего в 1995—1996 годах заявил 3 особых мнения: по делам о сроке одобрения законов, чеченское дело, дело об указе о главах администраций.
Полномочия судьи Конституционного суда прекратились 31 марта 2004 года в связи с достижением 65-летнего возраста, исполнял обязанности судьи до 25 февраля 2005 года.
С сентября 2005 года по август 2008 года возглавлял кафедру конституционного и международного права юридического факультета Российского государственного социального университета. Читал курсы «Конституционное (государственное) право Российской Федерации», «Проблемы реализации Конституции Российской Федерации».
Работал на юридическом факультете МГУ с 1994 года. Преподавал конституционное право России, читал спецкурс «Конституционное правосудие в Российской Федерации».
Скончался 7 августа 2021 года. Похоронен на Ваганьковском кладбище Москвы (участок 16).

## Семья
Первая супруга — Виолетта Ларина (род. 1942) — адвокат. Дочь — Ирина (род. 1971). Две внучки.

## Публикации
Является автором более 100 публикаций, в том числе ряда учебников, учебных пособий и монографий, среди них:
- Источники советского государственного права. — Куйбышев, 1976;
- Процессуальные нормы в советском государственном праве. — М., 1976;
- Конституционные нормы и правоотношения. — М., 1996;
- Жалобы граждан в Конституционный Суд РФ (в соавторстве). — М., 1998;
- Конституционное право. Учебник (в соавторстве). — М., 1999;
- Теория государства и права. Учебник. (в соавторстве). — М., 2000;
- Указы Президента РФ (в соавторстве) — М., 2000;
- Конституционное право зарубежных стран. Учебник (в соавторстве). — М., 2001;
- Конституция Российской Федерации. Проблемы реализации. — М., 2002.

## Награды
- Заслуженный деятель науки Российской Федерации (30 сентября 1999 года) — за заслуги в научной деятельности[4]
- Заслуженный юрист Российской Федерации (15 января 2004 года) — за заслуги в укреплении законности и многолетнюю добросовестную работу[5]